# 존 마티노
존 마티노(John Martino, 1937년 5월 5일 ~ )는 미국의 배우, 텔레비전 배우이다.
브루클린에서 태어났다.

## 영화
- 데드 바이 프라이데이 (2012년)
- 더 프라이스 (2008년)
- 플라워즈 (2004년) - 프레디 역
- 다우 설트 낫 킬 (1982년)
- 알 카포네 (1975년)
- 트럭 스톱 우먼 (1974년)
- 딜린저 (1973년)
- 심야의 테러 (1972년)
- 대부 (1972년) - 폴리 가토 역